# Дагаев, Михаил Михайлович
Михаи́л Миха́йлович Дага́ев (1915, Москва — 8 августа 1987) — советский астроном, педагог и популяризатор науки. Почётный член Всесоюзного астрономо-геодезического общества. В 1981—1987 годах — ответственный редактор ежегодника «Астрономический календарь». Участник Великой Отечественной войны.

## Биография
Михаил Михайлович Дагаев родился в 1915 году в Москве.
В юном возрасте увлёкся астрономией и в 1930 году вступил в Московское общество любителей астрономии (с 1932 года — Московское отделение Всесоюзного астрономо-геодезического общества). В составе экспедиции общества принимал участие в экспедиции по наблюдения солнечного затмения 19 июня 1936 года.
В 1938 году окончил электромеханический институт инженеров транспорта по специальности «электрификация железных дорог», но по профессии почти не работал.
В 1941 году призван в ряды Красной Армии. Великую Отечественную войну окончил в Венгрии в звании майоре.
После демобилизации в 1947 году поступил на работу лектором в Московский планетарий, вскоре стал заместителем директора. В 1949 году был избран по конкурсу на должность заведующего астрономической обсерваторией Московского городского педагогического института имени В. П. Потёмкина. Впоследствии институт был объединён с Московским государственным педагогическим институтом им. В. И. Ленина, где Дагаев работал до конца жизни на должностях заведующего обсерваторией, старшего преподавателя и доцента.

## Научная деятельность
В 1934 году сконструировал заревой фотометр («фотометр Дагаева»).
В 1963 году защитил кандидатскую диссертацию.
В 60-х гг. были созданы предпосылки
для коренных изменений в преподавании астрономии в средних учебных заведениях СССР.
Начало космической эры, успехи СССР в освоении космического пространства вызвали
огромный интерес к астрономии среди широких масс населения.
Михаил Михайлович был среди тех астрономов, благодаря которым в 1960-х годах преподавание астрономии в СССР вышло на качественно новый уровень — курс астрономии стал почти целиком астрофизическим.
Ответственный редактор ежегодника «Астрономический календарь» с 1981, составитель и редактор «Школьного астрономического календаря» (АК 1989).

## Награды
Имеет следующие награды за участие в Великой Отечественной войне:
- Орден Отечественной войны II степени (08.06.1945);
- Орден Красной Звезды (09.04.1944);
- Медаль «За боевые заслуги» (27.10.1943);
- Медаль «За оборону Кавказа» (01.05.1944);
- Медаль «За победу над Германией в Великой Отечественной войне 1941—1945 гг.» (09.05.1945);
- Медаль «За взятие Будапешта» (09.06.1945).